# Завет (град)
Завет (буг. Завет, тур. Zavut) град је у Републици Бугарској, у северном делу земље, седиште истоимене општине Завет у оквиру Разградске области.

## Географија
Положај: Завет се налази у северном делу Бугарске. Од престонице Софије град је удаљен 375 km североисточно, а од обласног средишта, Разграда град је удаљен 35 km северно.
Рељеф: Област Завета се налази у југоисточном ободу Влашке низије, које је брдовито и назива се Лудогорјем, на приближно 260 m надморске висине.
Клима: Клима у Завету је континентална.
Воде: Завет се налази у подручју са више мањих водотока.

## Историја
Област Завета је првобитно било насељено Трачанима, а после њих овом облашћу владају стари Рим и Византија. Јужни Словени ово подручеје насељавају у 7. веку. Од 9. века до 1373. године област је била у саставу средњовековне Бугарске.
Крајем 14. века област Завета је пала под власт Османлија, који владају облашћу 5 векова.
Године 1878. град је постао део савремене бугарске државе. Насеље постоје убрзо средиште окупљања за села у околини, са више јавних установа и трговиштем.

## Становништво
По проценама из 2010. године Завет је имао око 3.400 становника. Већина градског становништва су Турци, док су мањина етнички Бугари. Остатак су махом Роми. Последњих деценија град губи становништво због удаљености од главних токова развоја у земљи.
Претежан вероисповест месног становништва је ислам, а мањинска православље.

## Галерија
- Православна Црква св. Петке
- Главна градска улица
- Споменик